# Grégoire Chamayou
Grégoire Chamayou (* 1976 in Frankreich) ist ein französischer Philosoph, Autor und Hochschullehrer.

## Leben
Chamayou ist ein Schüler der École normale supérieure de Fontenay-Saint-Cloud, der heutigen École normale supérieure Lettres et sciences humaines. Er wurde 2007 an der Pariser Universität Paris VII promoviert. Heute (2015) ist er Forschungsbeauftragter im Fachbereich Philosophie des Centre national de la recherche scientifique (CNRS) und dem Centre d’Études en Rhétorique, Philosophie et Histoire des Idées (CRPHI). Er unterrichtet an der Universität Paris-Nanterre.

## Veröffentlichungen
- Dissertation: Épistémologie. Histoire des Sciences et Techniques. Université Paris 7, 2007.
- Les Corps vils. Expérimenter sur les êtres humains aux XVIIIe siècle et XIXe siècle. Éditions la Découverte, Paris 2008, ISBN 978-2-7071-5646-4.
- Les Chasses à l’homme: Histoire et philosophie du pouvoir cynégetique. La Fabrique éditions, Paris 2010, ISBN 978-2-3587-2005-2.
- Théorie du drone, La Fabrique éditions, Paris 2013, ISBN 978-2-3587-2047-2,
  - deutsch: Ferngesteuerte Gewalt. Eine Theorie der Drohne, Passagen Verlag, Wien 2015, ISBN 978-3-7092-0133-6.
- La société ingouvernable. Une généalogie du libéralisme autoritaire, 2018.
  - deutsch: Die unregierbare Gesellschaft. Eine Genealogie des autoritären Liberalismus, suhrkamp, Berlin 2019, ISBN 978-3-518-58738-6.

Sonstiges
- Immanuel Kant, Écrits sur le corps et l’esprit, in französischer Sprache. Présentation et notes von G. Ch. Flammarion, Paris 2007, ISBN 978-2-0807-1258-5.